# Integrated Tunable Laser Assembly
Der Integrated Tunable Laser Assembly (ITLA) ist ein integrierter abstimmbarer Laser für die Telekommunikation mit einer vom OIF standardisierten Schnittstelle. 
Da ein ITLA für viele Wellenlängen verwendet werden kann und durch die Standardisierung auch ITLAs verschiedener Hersteller austauschbar sind, vereinfacht sich dadurch die Lagerhaltung für den Service von WDM-Systemen erheblich.